# Liste der Gemeindeverbände im Département Sarthe
Das Département Sarthe liegt in der Region Pays de la Loire in Frankreich. Es untergliedert sich in 17 Gemeindeverbände.
Siehe auch: Liste der Gemeinden im Département Sarthe

## Gemeindeverbände

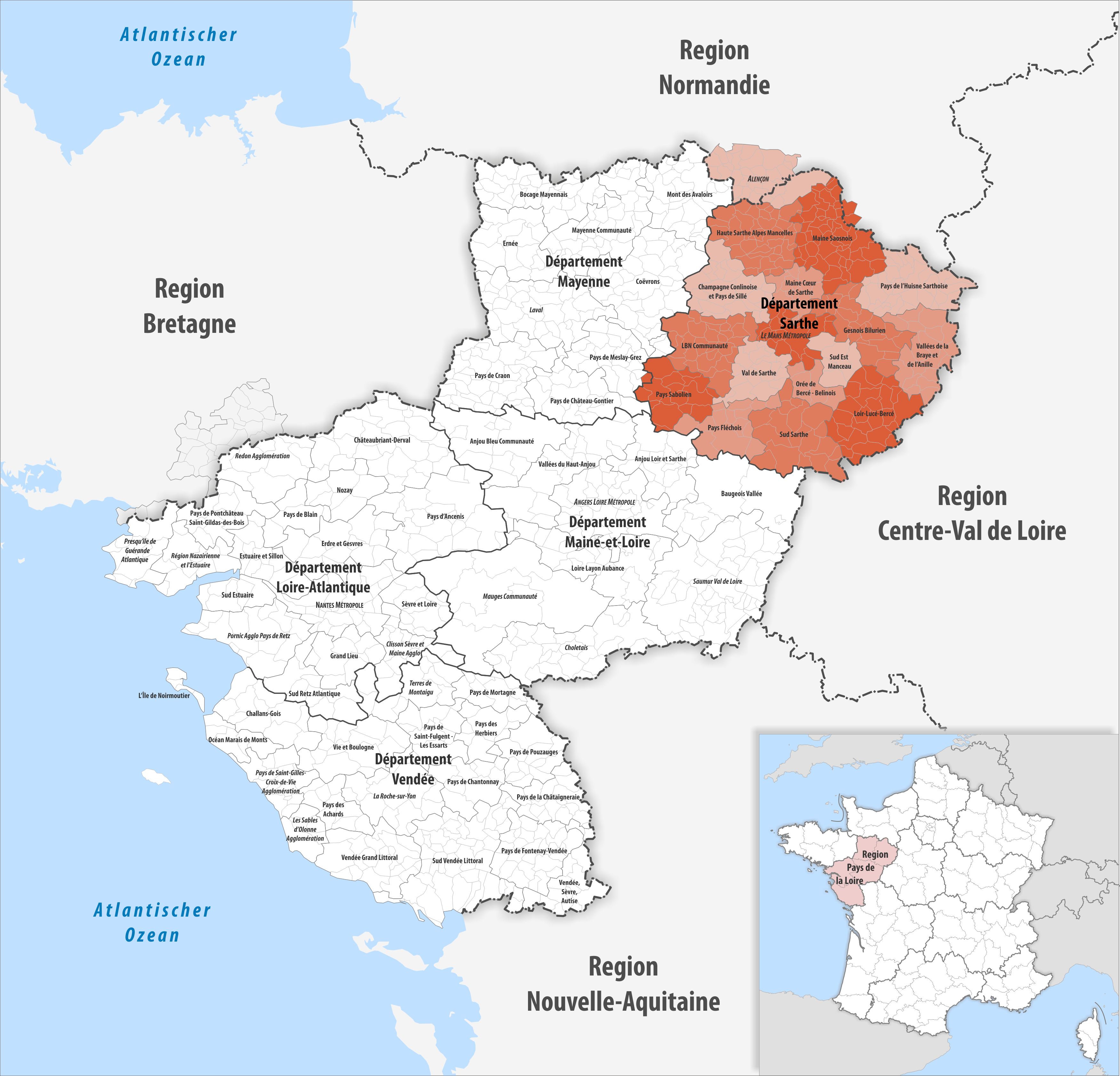
Gemeindeverbände im Département Sarthe

| Gemeindeverband                       | Gemeinden im Départ./Verband | Einwohner 1. Januar 2022 | Fläche km² | Dichte Einw./km² | SIREN- Nummer | Rechtsform             | Gründungsdatum    |
| ------------------------------------- | ---------------------------- | ------------------------ | ---------- | ---------------- | ------------- | ---------------------- | ----------------- |
| Alençon                               | 5/34                         | 55.405                   | 461,68     | 120              | 246 100 663   | Communauté urbaine     | 31. Dezember 1996 |
| Champagne Conlinoise et Pays de Sillé | 24/24                        | 17.914                   | 429,22     | 42               | 200 072 718   | Communauté de communes | 20. Dezember 2016 |
| Haute Sarthe Alpes Mancelles          | 38/38                        | 22.528                   | 489,28     | 46               | 200 072 700   | Communauté de communes | 14. Dezember 2016 |
| LBN Communauté                        | 29/29                        | 17.824                   | 464,03     | 38               | 200 040 475   | Communauté de communes | 1. Januar 2014    |
| Le Gesnois Bilurien                   | 21/21                        | 30.265                   | 396,73     | 76               | 200 072 684   | Communauté de communes | 8. Dezember 2016  |
| Le Mans Métropole                     | 20/20                        | 209.651                  | 272,49     | 769              | 247 200 132   | Communauté urbaine     | 19. November 1971 |
| Loir-Lucé-Bercé                       | 24/24                        | 23.207                   | 537,24     | 43               | 200 070 373   | Communauté de communes | 7. Dezember 2016  |
| Maine Cœur de Sarthe                  | 13/13                        | 21.871                   | 187,65     | 117              | 200 068 963   | Communauté de communes | 25. November 2016 |
| Maine Saosnois                        | 49/51                        | 27.476                   | 610,07     | 45               | 200 072 676   | Communauté de communes | 14. Dezember 2016 |
| Orée de Bercé-Belinois                | 7/7                          | 19.472                   | 148,17     | 131              | 247 200 447   | Communauté de communes | 28. Dezember 1993 |
| Pays Fléchois                         | 14/14                        | 27.049                   | 336,16     | 80               | 247 200 348   | Communauté de communes | 22. Dezember 2000 |
| Pays de l’Huisne Sarthoise            | 33/33                        | 28.362                   | 467,91     | 61               | 247 200 686   | Communauté de communes | 27. Dezember 1996 |
| Pays Sabolien                         | 16/17                        | 28.326                   | 365,67     | 77               | 247 200 090   | Communauté de communes | 30. Dezember 1999 |
| Sud Est Manceau                       | 5/5                          | 17.929                   | 176,84     | 101              | 247 200 421   | Communauté de communes | 28. Dezember 1993 |
| Sud Sarthe                            | 19/19                        | 22.583                   | 542,56     | 42               | 200 073 112   | Communauté de communes | 22. Dezember 2016 |
| Val de Sarthe                         | 16/16                        | 30.404                   | 285,04     | 107              | 247 200 629   | Communauté de communes | 21. Dezember 1994 |
| Vallées de la Braye et de l’Anille    | 19/19                        | 14.775                   | 415,05     | 36               | 200 072 692   | Communauté de communes | 12. Dezember 2016 |